# Instituto Campechano
El Benemérito Instituto Campechano (IC) es la universidad con mayor historia en el Estado de Campeche. Hablar de la educación en este Estado sin duda alguna la referencia es el Instituto Campechano.
Esta escuela desde la época de la colonia ha sido semillero de grandes hombres y mujeres que han contribuido en todos los ámbitos en la sociedad de Campeche.

### Historia
Después de la fundación y colonización de la villa de San Francisco de Campeche en 1540, los españoles asentados en esta tierra necesitaban para sus descendientes y la población en general una educación formal, por lo tanto, decidieron llamar a la orden religiosa encargada de educar: Los jesuitas; quienes a través de la educación buscaron la preservación y la defensa de la religión católica.
El 30 de diciembre de 1714 Felipe V Rey de España decretó la Cédula Real que dispuso que, del convento de los jesuitas de la ciudad de Mérida, llegaran a la villa de San Francisco de Campeche tres religiosos para la enseñanza de la Doctrina Cristiana, Gramática, Lectura y Escritura. 
De esta manera los jesuitas provenientes de la ciudad de Mérida, iniciaron su labor educativa en el Colegio que denominaron San José, el cual se sostuvo con los capitales donados por algunos vecinos, entre ellos, Don José de Santellín y Doña María de Ugarte, (del Huerto) quienes destinaron para tal fin, la cantidad de diez mil pesos. 
Además, los Jesuitas como parte de su labor, construyeron una nueva iglesia en el lugar de la antigua, que ya resultaba pequeña y antigua. Esta orden religiosa permaneció en el Colegio de San José desde el año de 1716 hasta el día 6 de junio de 1767 fecha en la que fueron expulsados de la Nueva España.
Tras la salida de la Compañía de Jesús, el Ayuntamiento se hizo cargo del Colegio de San José hasta el día 8 de enero de 1799 cuando el Virrey de la nueva España, en cumplimiento de las órdenes reales, mandó que se les proporcionaran a los franciscanos de la provincia de Yucatán los edificios (Colegio e Iglesia) y capitales de San José. 

En ese mismo año, se establecieron los discípulos de San Francisco, restableciendo el colegio, el cual tomó desde entonces un auge que permitió el establecimiento de cátedras de Filosofía, Latinidad y Teología. Situación que duró hasta el año de 1820, cuando las Cortes Españolas, decretaron la supresión de las órdenes mendicantes, razón por la que los franciscanos se retiraron de San José en 1821. En ese mismo año se hizo cargo el cuerpo municipal, sosteniendo desde entonces una pequeña escuela provisional que funcionó hasta el año 1823 para crearse en su lugar el Colegio Clerical de San Miguel de Estrada.

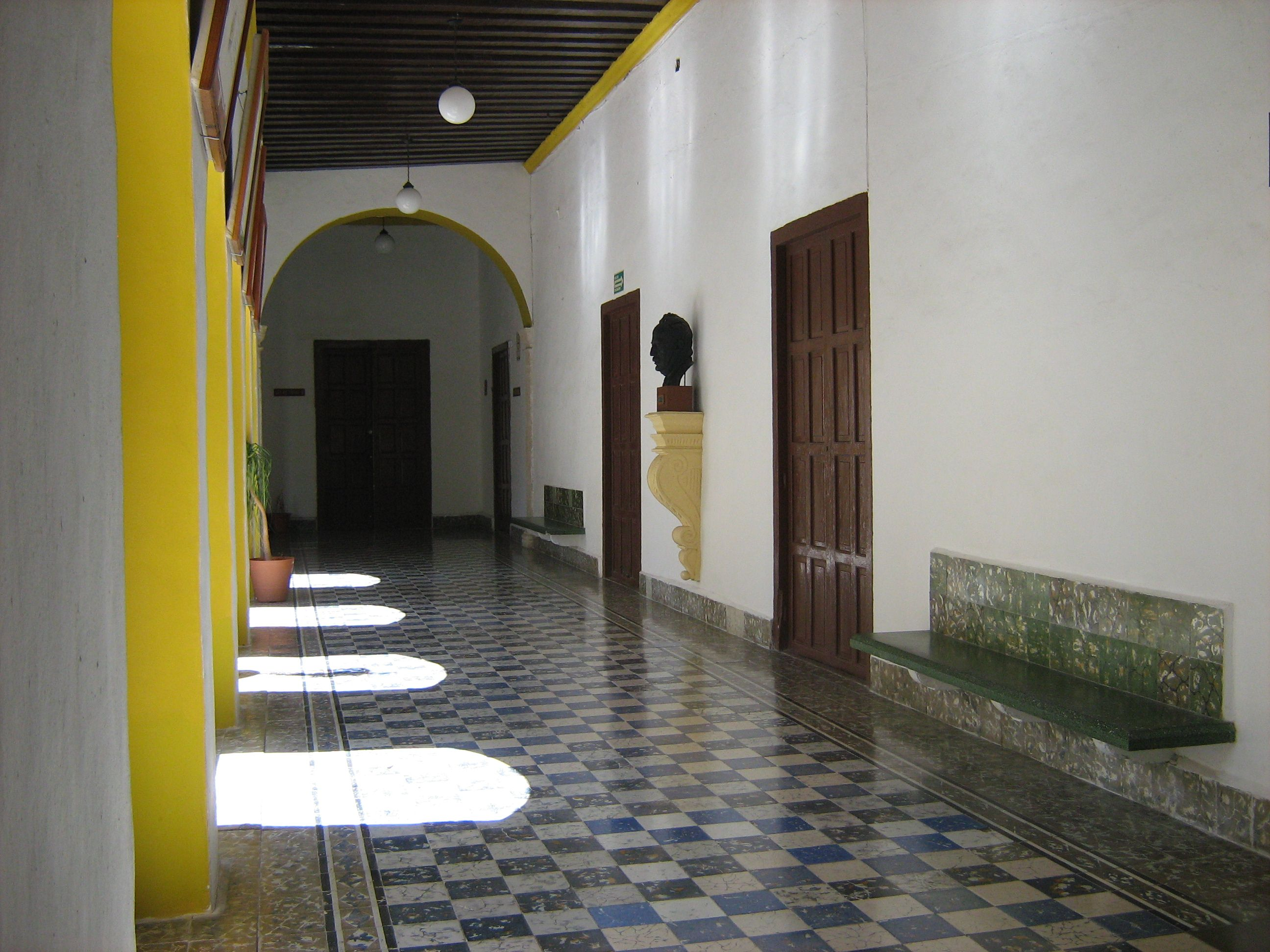
Busto de Vasconcelos en el Instituto Campechano.

La creación del colegio se debió al presbítero campechano Miguel Antonio de Estrada, quien al fallecer legó una suma de cuarenta mil pesos para la formación y sostenimiento de una escuela de primeras letras en la ciudad murada; se pensó en primera instancia en adquirir un local para tal objeto, no obstante, en colaboración con el Ayuntamiento de la ciudad se resolvió que lo mejor sería fundar dicha escuela en el local que había ocupado el colegio de San José.  
Fue así que el 17 de octubre de 1823 se erigió el Colegio Clerical de San Miguel de Estrada y comenzó a funcionar el 28 de diciembre de 1823, siendo su primer rector fue el Pbro. José María Marentes.
Durante este periodo, se fundaron las cátedras de Jurisprudencia, y por orden gubernamental se impartieron las cátedras de Derecho Natural y Náutica, y se apertura la Escuela de Medicina y Filosofía. Esta institución fue la más importante en Campeche durante la primera mitad del siglo XIX.
La aplicación de las Leyes de Reforma expedidas por Benito Juárez trajo como consecuencia la separación de la Iglesia en el ámbito educativo, resultado de ello fue que el colegio clerical empezó a considerarse precario en sus enseñanzas lo que trajo su cierre el 9 de agosto de 1859.Cabe señalar que desde el año de 1857 marcó un hito en la historia de Campeche, ya que inició el movimiento emancipador encabezado por Pablo García, Tomás Aznar Barbachano, Pedro Baranda y otros jóvenes que esperaban hacer de Campeche un lugar de progreso y de libertad. Este movimiento tendría como final la erección del estado libre y soberano de Campeche.
Como resultado fue la creación de una nueva escuela de corte liberal y moderna, acorde con los nuevos tiempos que se vivían en el país y con un plan de estudios que garantizaba a los alumnos una instrucción más completa.
De esta manera con base al decreto de fecha 26 de octubre de 1859 expedido por el entonces gobernador del Estado Pablo García Montilla nace el Instituto Campechano.
El 19 de enero de 1860 recibió su nombramiento el primer Rector del Instituto Campechano el Lic. Tomás Aznar Barbachano. Fue el 2 de febrero del mismo año cuando el Instituto Campechano abrió sus puertas a los estudiantes, iniciando así una nueva etapa en la educación campechana.
Otro dato importante y no muy conocido en la historia del Instituto Campechano se da en 1958, año en el que se crea dentro de sus instalaciones, la Universidad de Campeche, y en 1965 trasladó a su sede actual con el nombre de Universidad del Sudeste, hoy Universidad Autónoma de Campeche.
Los tiempos han cambiado, las necesidades educativas de la sociedad no son las mismas y el Instituto Campechano se ha adaptado al cambio, a las necesidades y a la modernidad de los tiempos y se han establecido sistemas para la educación media superior y superior, en las áreas de preparatoria y licenciaturas como: las Escuelas Normales Preescolar, Primaria y Superior, Ciencias de la Comunicación, Trabajo Social, Gastronomía, Turismo, Mercadotecnia, Educación Artística y Artes Visuales.
Actualmente la Lic. Ilsa Beatriz Cervera Echeverría es rectora del Benemérito Instituto Campechano, siendo la primera mujer en la historia de esta institución en ocupar este cargo tan importante.